# John Millman
John H. Millman (Brisbane, 14 de juny de 1989) és un tennista professional australià. Actualment està entrenat per l'exjugador irlandès Louk Sorensen.
En el seu palmarès hi ha un títol individual del circuit ATP però ha desenvolupat la seva trajectòria majoritàriament en el circuit Challenger. Ha format part de l'equip australià de la Copa Davis.
Fill de Shona i Ron Millman, té quatre germanes anomenades Shona, Kara, Tessa i Bronte. Va començar a jugar a tennis de ben petit ja els que els seus pares eren propietaris d'un centre de tennis.

## Palmarès

### Individual: 3 (1−2)
| Llegenda                          |
| --------------------------------- |
| Grand Slams (0−0)                 |
| ATP Finals (0−0)                  |
| ATP World Tour Masters 1000 (0−0) |
| ATP World Tour 500 (0−1)          |
| ATP World Tour 250 (1−1)          |

| Títols per superfície |
| --------------------- |
| Dura (1−1)            |
| Gespa (0−0)           |
| Terra batuda (0−1)    |

| Resultat  | Núm. | Data                  | Torneig               | Superfície   | Oponent          | Marcador |
| --------- | ---- | --------------------- | --------------------- | ------------ | ---------------- | -------- |
| Finalista | 1.   | 29 d'abril de 2018    | Budapest, Hongria     | Terra batuda | Marco Cecchinato | 5−7, 4−6 |
| Finalista | 2.   | 6 d'octubre de 2019   | Tòquio, Japó          | Dura         | Novak Đoković    | 3−6, 2−6 |
| Guanyador | 1.   | 1 de novembre de 2020 | Nursultan, Kazakhstan | Dura (i)     | Adrian Mannarino | 7−5, 6−1 |

## Trajectòria

### Individual
| Torneig | 2008 | 2009        | 2010        | 2011        | 2012 | 2013        | 2014        | 2015        | 2016  | 2017        | 2018        | 2019        | 2020        | 2021  | 2022 | 2023 | Títols    | V – D     |
| --- | ---- | ----------- | ----------- | ----------- | ---- | ----------- | ----------- | ----------- | ----- | ----------- | ----------- | ----------- | ----------- | ----- | ---- | ---- | --------- | --------- |
| Open d'Austràlia | A    | Q2          | Q3          | Q2          | Q1   | 1R          | A           | 1R          | 3R    | A           | 2R          | 2R          | 3R          | 1R    | 2R   | 2R   | 0 / 9     | 8 – 9     |
| Roland Garros | A    | A           | A           | Q2          | A    | A           | A           | Q1          | 1R    | 1R          | 1R          | 1R          | 1R          | A     | 1R   |      | 0 / 6     | 0 – 6     |
| Wimbledon | A    | A           | Q1          | Q1          | A    | A           | A           | 2R          | 3R    | 1R          | 2R          | 3R          | NC          | 1R    | 1R   |      | 0 / 7     | 6 – 7     |
| US Open | A    | A           | Q1          | A           | A    | A           | A           | 1R          | 1R    | 3R          | QF          | 1R          | 2R          | 1R    | 1R   |      | 0 / 8     | 7 – 8     |
| Jocs Olímpics | A    | No celebrat | No celebrat | No celebrat | A    | No celebrat | No celebrat | No celebrat | A     | No celebrat | No celebrat | No celebrat | No celebrat | 2R    | NC   | NC   | 0 / 1     | 1 – 1     |
| Total Victòries–Derrotes                                                                                                   | 0−0  | 0−0         | 0−1         | 0−1         | 0−1  | 2−4         | 0−0         | 5−9         | 19−21 | 3−6         | 19−19       | 21−28       | 18−13       | 23−26 |      |      | 111 – 133 | 111 – 133 |
| Rànquing a final d'any | 564  | 307         | 204         | 541         | 199  | 190         | 156         | 92          | 84    | 128         | 38          | 48          | 38          | 72    |      |      |           |           |
| Llegenda: G: Guanyador; F: Finalista; SF: Semifinalista; QF: Quarts de final; Q: Qualificació; A: Absent; RR: Round Robin; |      |             |             |             |      |             |             |             |       |             |             |             |             |       |      |      |           |           |

### Dobles masculins
| Open d'Austràlia | 1R  | Q1  | 2R          | A           | 1R          | 1R  | A           | 1R          | 1R          | 1R          | 3R  | 1R   | 1R | 2R | 0 / 11  | 4 – 11  |
| Roland Garros | A   | A   | A           | A           | A           | 1R  | A           | 2R          | 1R          | A           | A   | A    |    |    | 0 / 3   | 1 – 3   |
| Wimbledon | A   | A   | A           | A           | A           | A   | A           | 1R          | A           | NC          | A   | A    |    |    | 0 / 1   | 0 – 1   |
| US Open | A   | A   | A           | A           | A           | A   | 2R          | 1R          | 1R          | A           | 2R  | A    |    |    | 0 / 4   | 2 – 4   |
| Jocs Olímpics | NC  | A   | No celebrat | No celebrat | No celebrat | A   | No celebrat | No celebrat | No celebrat | No celebrat | 1R  | NC   | NC |    | 0 / 1   | 0 – 1   |
| Total Victòries–Derrotes                                                                                                   | 0−1 | 0−0 | 1−1         | 0−0         | 1−2         | 0−5 | 3−2         | 2−8         | 3−8         | 0−3         | 6−8 | 0−1  |    |    | 16 – 39 | 16 – 39 |
| Rànquing a final d'any | 987 | 710 | 367         | 0           | 593         | 0   | 227         | 285         | 342         | 775         | 200 | 1075 |    |    |         |         |
| Llegenda: G: Guanyador; F: Finalista; SF: Semifinalista; QF: Quarts de final; Q: Qualificació; A: Absent; RR: Round Robin; |     |     |             |             |             |     |             |             |             |             |     |      |    |    |         |         |